# Федюк Павло Васильович
Павло́ Васи́льович Федю́к (псевдонім Павло Ясінь; 7 липня 1948, с. Рунгури, нині Івано-Франківська область — 2007) — український прозаїк, драматург. Член Національної спілки письменників України (1990).

## Життєпис
Павло Федюк народився 7 липня 1948 року в селі Рунгурах, нині Печеніжинської громади Коломийського району Івано-Франківської области України.
Після проходження строкової служби працював літературним працівником Верховинської районної газети. 1971 року вступив на факультет журналістики Львівського державного університету імені Івана Франка, з якого був виключений 1973 року за його добірку віршів, за участь у студентській організації. Після цього він працював на лісозаготівлі в Удмуртію. Заочно з 1978 року  навчався на історичному факультеті Державного університету в місті Горький (зараз Нижній Новгород), але був виключений з другого курсу. Лише після проголошення незалежності він закінчив навчання у ВУЗі.
Після виходу у світ у 1988 році книжки «Нічна зозуля» Павло Федюк був прийнятий до Спілки письменників України. Працював літературним працівником  у редакції коломийської газети «Агро». 1992 року разом із Левком Різником почав випускати журнал «Літературний Львів», який згодом й очолив.
Помер 2007 року. Похований у рідному селі.

## Доробок
Автор новел, повістей та п'єс (три з них поставлені театрами).
Книги:
- «Нічна зозуля» (1988, за сприяння Євгена Гуцала)[6][7];
- «Самотня зірниця» (1994)[1];
- «Гуцульська мадонна у весільній сорочці» (2006)[8];
- «Різдво в реанімації» (2002)[9];
- «Львівська прописка, або дівка з хатою» (2006)[10];
- «Вибрані твори» (2012)[11].

## Нагороди
- літературна премія «Благовіст-93» — за збірку новел «Самотня зірниця» (1994)[6].

## Відгуки
Літературний критик Петро Сорока назвав Павла Федюка «майстром психологічної новели, яких сьогодні мало в українській літературі».
А письменник Михайло Осадчий зазначив, що «в естетичному відтворенні закутої душі Павло Федюк майстер першої руки — рівного йому не бачу в сучасній українській прозі».
Також творчість прозаїка високо оцінив професор Техаського університету Володимир Жила.

## Вшанування пам'яті
Івано-франківський літературознавець Євген Баран присвятив Павлові Федюку есей «Павло», який розмістив у власній книжці «У полоні стереотипів» (2009).